# فلورنسا لي (ممثلة)
فلورنسا لي (بالإنجليزية: Florence Lee)‏ هي ممثلة أمريكية، ولدت في فبراير 1864 في كارولاينا الجنوبية في الولايات المتحدة، وتوفيت في 17 فبراير 1933 في لوس أنجلوس في الولايات المتحدة.

## وصلات خارجية
- فلورنسا لي على موقع IMDb (الإنجليزية)